# 九州管区警察学校
九州管区警察学校（きゅうしゅうかんくけいさつがっこう）は、九州管区警察局の機関のひとつ。警察大学校における、九州管区警察局職員、九州管区内の上級警察官を育成するほか、専門実務の運用に関する教育・研究・調査を主要任務としている。

## 所在地
- 812-0888 福岡県福岡市博多区板付六丁目1番1号

## 沿革
- 1947年（昭和22年）5月：福岡地方警察学校開校
- 1948年（昭和23年）3月：福岡管区警察学校と改称（本科と高等部の二部制）
- 1949年（昭和24年）9月：高等部開校
- 1952年（昭和27年）4月：普通部を設置し二部制となる。本科、現任幹部科を設置
- 1954年（昭和29年）7月：九州管区警察学校と改称
- 1966年（昭和41年）4月：高等部、普通部を教務部、指導部に改組
- 1975年（昭和50年）4月：高等部を中級幹部科と改称、本科を初級幹部科と改称
- 1986年（昭和61年）4月：庶務部設置
- 1988年（昭和63年）7月：一般職員幹部科開設
- 1990年（平成2年）7月：一般職員中堅職員科開設
- 1993年（平成5年）4月：中級幹部科を警部補任用科と改称、初級幹部科を巡査部長任用科と改称、一般職員幹部科を係長任用科と改称、一般職員中堅職員科を主任任用科と改称
- 2001年（平成13年）4月：警部任用科開設

## 組織
- 庶務部
  - 庶務課
  - 会計課
- 教務部
  - 教務科
  - 生活安全刑事教官室
  - 交通警備教官室
- 指導部
  - 学生科
  - 警務術科教官室

## 教養課程
- 警部補任用科
- 巡査部長任用科
- 係長任用科
- 主任任用科
- 専科
- 九州管区機動隊